# Хуго фон Кьонигсег-Ротенфелс
Хуго фон Кьонигсег-Ротенфелс (на немски: Hugo Graf von Königsegg-Rothenfels; * 26 февруари 1596; † 1 декември 1666 в Именщат в Алгой) от стария швабски благороднически род Кьонигсег е имперски граф на Кьонигсег-Ротенфелс при Именщат в Алгой, президент на имперския дворцов двор, президент на имперския камерен съд и директор на швабския имперски графски колегиум.
Той е третият син на фрайхер Йохан Георг фон Кьонигсег († 29 август 1622) и първата му съпруга Кунигунда фон Валдбург фон Волфег-Цайл († 24 ноември 1604), дъщеря на граф Якоб V фон Валдбург-Волфег-Цайл (1546 – 1589) и графиня Йохана фон Цимерн-Мескирх (1548 – 1613). Баща му Йохан Георг фон Кьонигсег се жени втори път на 6 ноември 1606 г. за Йохана фон Еберщайн († 1633), вдовица на граф Айтел Фридрих IV фон Хоенцолерн-Хехинген (1545 – 1605), дъщеря на граф Филип II фон Еберщайн (1523 – 1589). Бракът е бездетен. Братята му са Йохан Якоб фон Кьонигсег (1590 – 1664), Бертхолд фон Кьонигсег (1593 – 1663) и Йохан Георг фон Кьонигсег-Аулендорф (1604 – 1666).
През 1565 г. дядо му фрайхер Йохан Якоб фон Кьонигсег († 1567) купува графството Ротенфелс при Именщат в Алгой. Хуго фон Кьонигсег-Ротенфелс и брат му Йохан Георг фон Кьонигсег-Аулендорф са издигнати на имперски графове през 1629 г. от император Фердинанд II.
Хуго фон Кьонигсег-Ротенфелс умира на 70 години на 1 декември 1666 г. в Именщат.

## Фамилия
Хуго фон Кьонигсег-Ротенфелс се жени ок. 10 ноември 1625 за графиня Мария Рената фон Хоенцолерн-Хехинген († 12 януари 1637, Констанц), дъщеря на 1. княз Йохан Георг I фон Хоенцолерн-Хехинген (1577 – 1623) и графиня Франциска фон Залм-Ньофвил фон Вилдграф († 1619). Те имат три сина:
- Франц Георг фон Кьонигсег-Ротенфелс (* 23 август 1627; † 30 януари 1685, Кьолн, Св. Гереон)
- Леополд Вилхелм фон Кьонигсег-Ротенфелс (* 25 май 1630, Именщат; † 15 февруари 1694, Виена), 1675 г. рицар на ордена на златното руно, имперски вицеканцлер на Свещената Римска империя, женен на 13 октомври 1658 г. за Мария Поликсена фон Шерфенберг († 9 септември 1683), дъщеря на граф Йохан Вилхелм фон Шерфенберг (1610 – 1647) и Мария Максимилиана фон Харах (1608 – 1662)
- Хайнрих Евзебиус фон Кьонигсег-Ротенфелс (* 4 септември 1631)

Хуго фон Кьонигсег-Ротенфелс се жени втори път на 26 юни 1637 в Инсбрук за Каролина Лудовика фон Зулц (* 1616/1617; † 22 февруари 1651), дъщеря на граф Карл Лудвиг фон Зулц (1568 – 1616) и графиня Мария фон Йотинген-Шпилберг († 1647), дъщеря на Вилхелм II фон Йотинген-Валерщайн-Шпилберг (1544 – 1602) и графиня Йохана фон Хоенцолерн-Зигмаринген (1548 – 1604). Те имат шест деца:
- Фердинанд фон Кьонигсег-Ротенфелс (* 31 август 1638; † 8 ноември 1638)
- Мария Катарина фон Кьонигсег-Ротенфелс (* 30 април 1640, Именщат; † 25 декември 1722), омъжена на 16 ноември 1671 г. за граф Карл Фердинанд фон Мандершайд-Бланкенхайм-Геролщайн († 19 декември 1697, Аахен)
- Мария Клаудия фон Кьонигсег-Ротенфелс (* 22 ноември 1641; † 12 април 1644)
- Йохан Евзебиус Карл вфон Кьонигсег-Ротенфелс (* 18 септември 1643; † 13 септември 1661)
- Игнац Евзебиус Франц фон Кьонигсег-Ротенфелс (* 18 август 1646; † 22 януари 1681, Кьолн)
- Мария Антония фон Кьонигсег-Ротенфелс (* 15 февруари 1651; † 26 март 1652)

Хуго фон Кьонигсег-Ротенфелс се жени трети път на 24 август 1652 г. за вилд-и Райнграфиня Анна Амалия фон Кирбург-Мьорхинген (* 1604; † 1676), вдовица на фрайхер Михаел фон Фрайберг-Юстинген-Йофинген († 1641), и на граф Каспар Бернхард II фон Рехберг († 1651), дъщеря на вилд и Райнграф Йохан IX фон Кирбург-Мьорхинген (1575 – 1623) и Анна Катарина фон Крихинген († 1638). Бракът е бездетен.